# Allegorie francescane
Le Allegorie francescane sono gli affreschi della volta a crociera sopra l'altare maggiore della Basilica inferiore di Assisi. Attribuiti a Giotto e alla sua bottega (in particolare al Parente di Giotto e al Maestro delle Vele), sono databili al 1334 circa.

## Storia
L'opera è ricordata dal Vasari che la descrisse minutamente e l'assegnò a Giotto. Già Adolfo Venturi nel 1905 respinse l'attribuzione, che fu poi sostenuta solo da un ristretto numero di autori, per lo più legati all'Ordine francescano, tra cui Gosebruch (1958). Gnudi rilevò attinenze con il Polittico Stefaneschi, arrivando a ipotizzare che fossero state commissionate dal cardinale Jacopo Stefaneschi stesso, protettore dell'Ordine francescano dal 1334.

## Descrizione e stile
Nelle quattro grandi vele sono raffigurate le allegorie della Castità, della Povertà e dell'Obbedienza, cardini della Regola francescana, oltre a un Trionfo di san Francesco, tutte su sfondo dorato: eccezionale per un affresco è la presenza, e in grandissima quantità, del metallo prezioso che testimonia il massimo della sontuosità raggiunto nella decorazione della basilica, in evidente spirito revisionistico rispetto al pauperismo predicato dal santo fondatore. Iscrizioni nelle scene aiutano a comprendere il complesso programma iconografico. 
Fondamentale per l'iconografia è il rapporto con le storie di Cristo nei due bracci del transetto, poiché il programma generale tendeva ad esaltare la conformità tra Francesco e Cristo. Nelle cornici e nei costoloni corrono decorazioni geometriche o con elementi vegetali stilizzati arricchite da testine, intervallate da rombi contenenti scene figurative simboliche o busti di angeli. Le figure allegoriche sono tratte dall'Apocalisse e dall'Antico Testamento.
Nello spessore dell'arco tra presbiterio e navata si trovano i primi compagni di san Francesco entro tondi. 
Le scene mostrano un gusto un po' arcaico e un decorativismo influenzato dalla scuola senese. Le numerose figure, dall'aspetto nell'insieme festante, hanno spesso un'espressività attonita, riferibile al Maestro delle Vele.

### Allegoria della Povertà

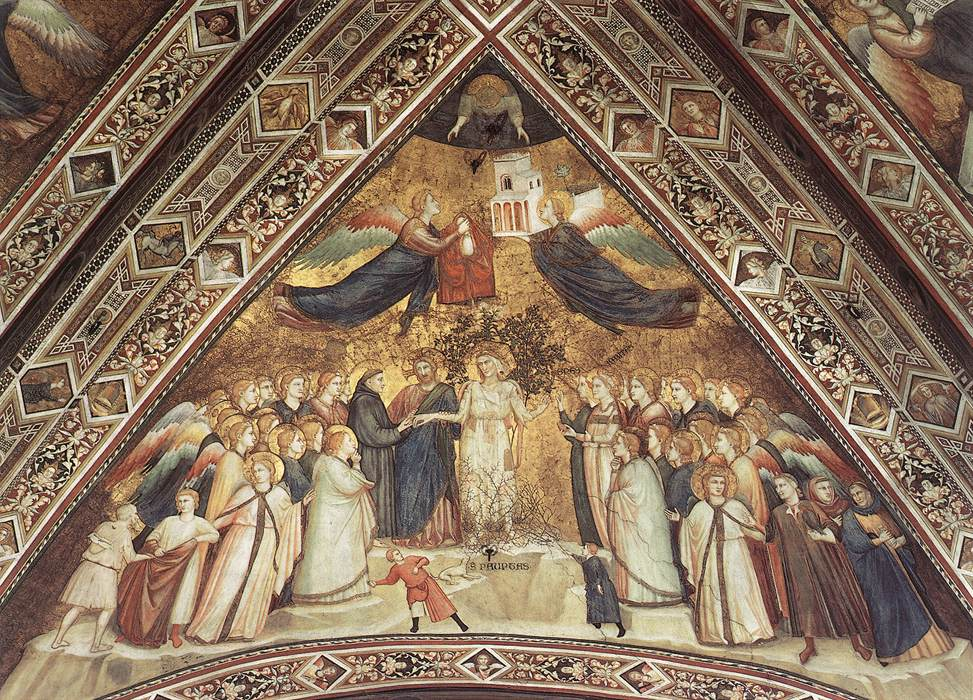
Allegoria della Povertà

La vela confinante con la navata mostra l'Allegoria della Povertà ed è attribuita al Parente di Giotto, un pittore toscano forse identificabile col misterioso Stefano lodato da Vasari. 
La figura della Povertà ("S.[ancta] Paupe[ri]tas") sta al centro, coi piedi tra rovi, simbolo delle difficoltà della vita, che però alle sue spalle si trasformano in rose. Cristo le tiene la mano destra avvicinandola allo sposo, san Francesco, che le porge l'anello. Essa a sua volta lo passa poi a destra a due virtù teologali, riconoscibili dalle iscrizioni e dai colori delle vesti: la Speranza in verde e la Carità col mantello rosso, che ha il capo cinto di rose e offre in cambio un cuore agli sposi. Ai lati riempiono la scena due gruppi di angeli. 
Agli angoli inferiori si trovano altre scene simboliche: a sinistra un giovane offre il suo mantello a un povero, prendendo ad esempio quello che Francesco fece in gioventù, mentre a destra tre giovani rifiutano l'invito di un angelo a seguire l'esempio francescano, voltando le spalle: essi simboleggiano i peccati capitali della Superbia, dell'Invidia e dell'Avarizia. Il primo è un giovane ricco, con un falcone al braccio, che indirizza un gesto osceno alla Povertà (il gesto delle fiche, ricordato anche da Dante, ottenuto infilando il pollice tra l'indice e il medio); l'Invidia è l'uomo incappucciato che porta la mano al petto, mentre l'Avarizia è un uomo che tiene ben stretto al petto un gruzzolo di denaro in una borsa. 
Al centro in basso si trovano altre figure che disprezzano la povertà: un cane che abbaia, un bambino che tira un sasso e un altro che con un bastone molesta la Povertà, la quale però li ignora.
In alto infine due angeli offrono a Dio, apparso di scorcio nel nimbo nell'angolo superiore della vela, un modellino di un palazzo con giardino e una veste con ornamenti e galloni dorati, simboli dei beni terreni. La figura di Dio che si protende in avanti mostrando la parte superiore della nuca e dei bracci è un'invenzione giottesca di grande efficacia, il cui prototipo viene fatto risalire alla scena del Battesimo di Cristo nella Cappella degli Scrovegni. 
La scena mostra scioltezza nella rappresentazione narrativa e una grande perizia nella caratterizzazione individuale dei personaggi, nella cura dei dettagli e nella descrizione dell'ambiente.

### Allegoria della Castità

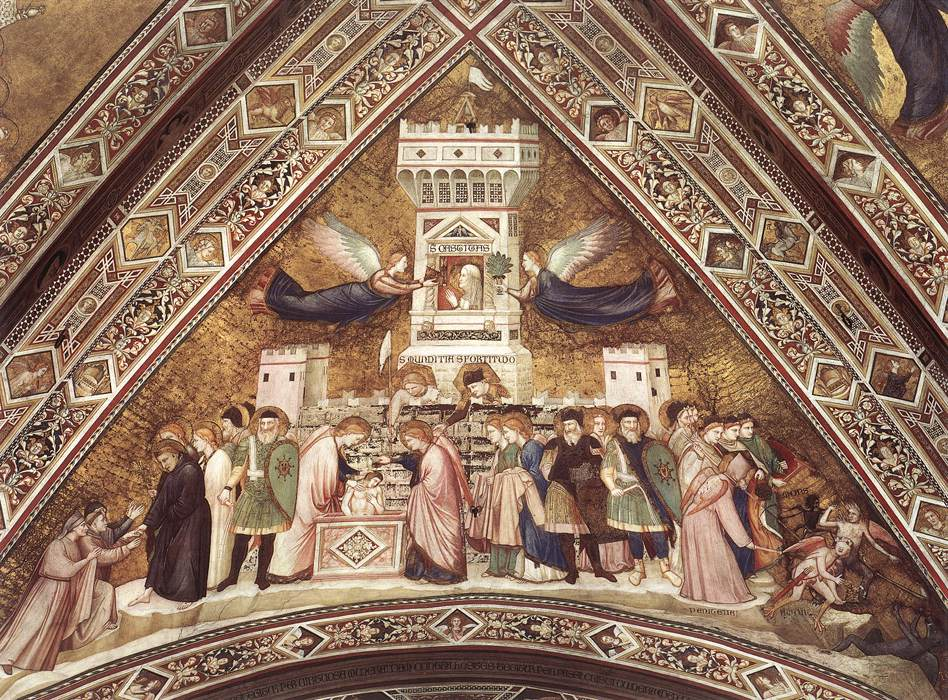
Allegoria della Castità

La vela a destra contiene l'Allegoria della Castità ("S.[ncta] Castitas"). La protagonista, vestita di un velo monacale, si trova dentro una bianca torre merlata, su cui sventola uno stendardo dello stesso colore, simbolo di purezza. Verso di lei volano due angeli, che le portano un diadema, simbolo di nobiltà, in questo caso d'animo, e la palma, simbolo della ricompensa nel regno dei Cieli. Dalle mura attorno alla torre si sporgono le Virtù della Pulizia ("S.[ncta] Munditia") e della Fortezza ("S.[ncta] Fortitudo"), con le tipiche aureole poligonali, le quali offrono un vessillo bianco e uno scudo dorato a un giovane che sta facendo il lavacro prima di entrare nella fortezza, assistito da due angeli che lo aspergono e due che lo attendono con vesti pulite e asciutte. Lungo il perimetro delle mura il castello è guardato da guerrieri venerandi. 
All'angolo sinistro san Francesco, seguito da due vergini che porgono una croce, sta facendo salire al castello un terziario, un frate minore e una clarissa, rappresentanti dei tre componenti della Famiglia francescana. 
Nell'altro angolo tre vergini guerriere, assistite dalla Penitenza, una figura angelica incappucciata e di spalle, scacciano via i demoni della Morte, uno scheletro nero con la falce, dell'Amore carnale, un Cupido bendato, dell'Immondizia (cioè la sporcizia, contrario della "Munditia"), raffigurata come un diavolo alato e nero dalla testa di porco, e della Concupiscenza, una figura mezza uomo e mezza bestia. 
La scena è attribuita al Parente di Giotto.

### Allegoria dell'Obbedienza

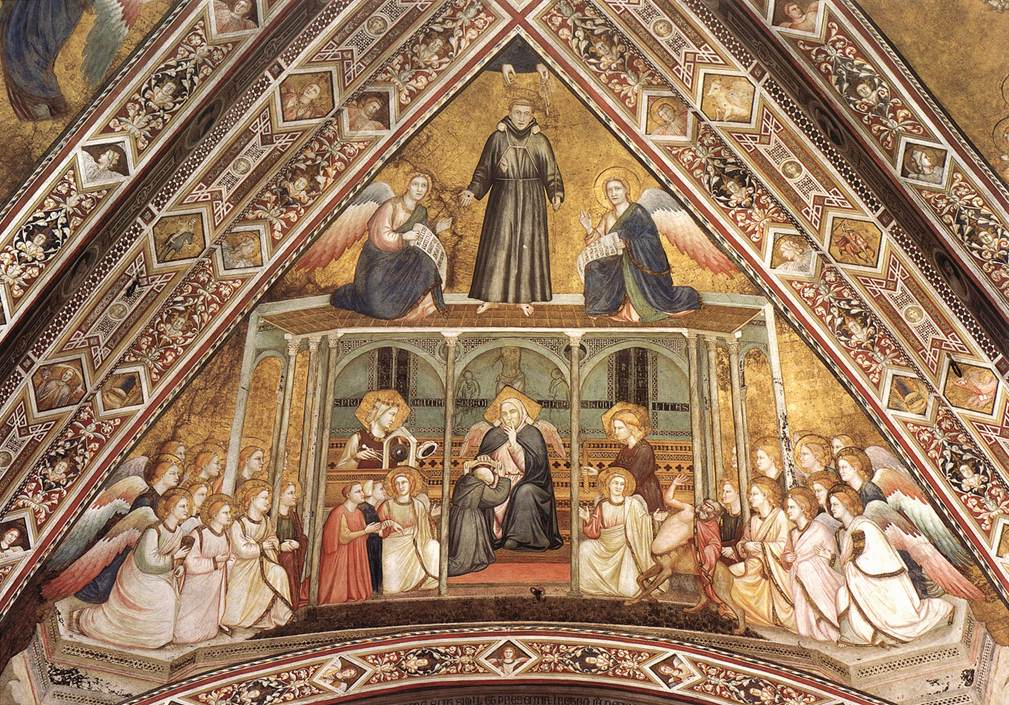
Allegoria della Obbedienza

L'Obbedienza, protagonista della vela di sinistra, si trova sotto un'ariosa loggia con tre arcate, decorata da mosaici cosmateschi e, sulla parete di fondo, dal disegno di una Crocifissione coi dolenti. L'edificio mostra una prospettiva ribaltata che ne aumenta l'ampiezza e il respiro, secondo un espediente già utilizzato nell'Apparizione al Capitolo di Arles della Cappella Bardi. L'Obbedienza è seduta e con l'indice della destra sulla bocca comanda il silenzio a un frate che le sta davanti in ginocchio, pronto a ricevere il giogo con sottomissione. 
Ai lati stanno le Virtù della Prudenza, bifronte e con lo specchio per guardarsi le spalle, il compasso e un astrolabio per conoscere il mondo e ricavare ammaestramenti, e dell'Umiltà, con un cero: esse hanno le aureole esagonali tipiche delle entità astratte come loro. Sotto l'Umiltà un angelo impedisce l'ingresso nella loggia a un centauro, simbolo di superbia, che vacilla arretrando. Dall'altro lato invece un uomo e una donna in ginocchio sono accompagnati da un angelo al giogo dell'Ubbidienza. Negli angoli si trovano gruppi di angeli inginocchiati. Il primo a sinistra e l'ultimo a destra tengono in mano altrettanti corni, il rhyton, ovvero il contenitore dell'olio sacro col quale si ungevano i re d'Israele, a sottintendere come chi accetta il giogo diventi sovrano nel regno dei Cieli. 
Sul tetto della loggia si trova Francesco tra due angeli con cartigli, il quale indossa pure il giogo, che è mosso dalle mani di Dio che compaiono nell'estremità superiore da un arco celeste.
La scena è attribuita al Maestro delle Vele, un allievo di Giotto di formazione umbra, forse identificabile con Angiolello da Gubbio.

### Apoteosi di san Francesco

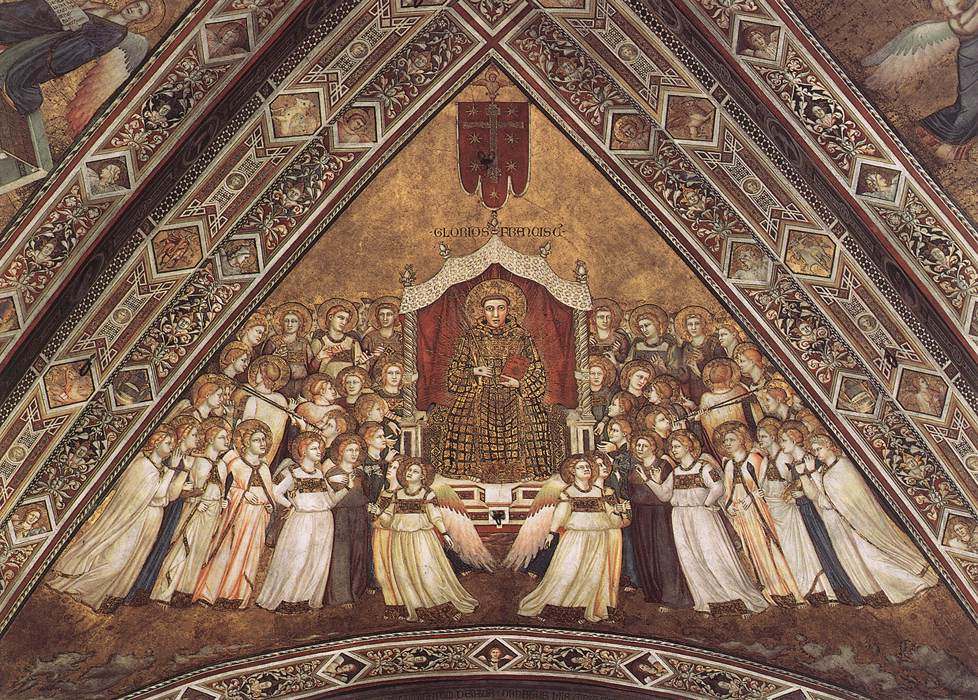
Apoteosi di san Francesco

Nella vela verso l'abside, san Francesco è raffigurato al centro della scena in un trono ("Glorios[us] Francisc[us]"), splendidamente vestito e con una fissità ieratica che ricorda le icone bizantine. Contrassegnato dalle stigmate sulle mani e dalla tonsura dei capelli, regge un libro e una croce astile, ed emette raggi luminosi. Lo circondano schiere di angeli osannanti.
Sopra di lui sta il pallio, simbolo di trionfo. La scena è attribuita al Maestro delle Vele.

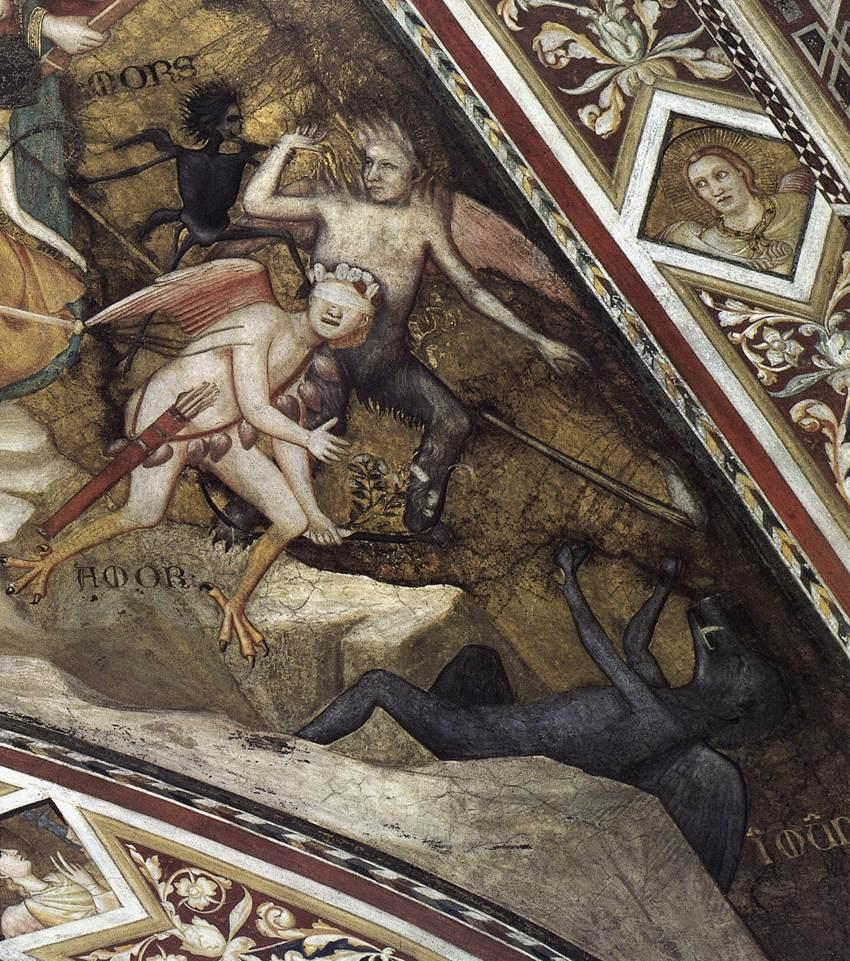
Dettaglio della Castità

## Galleria d'immagini

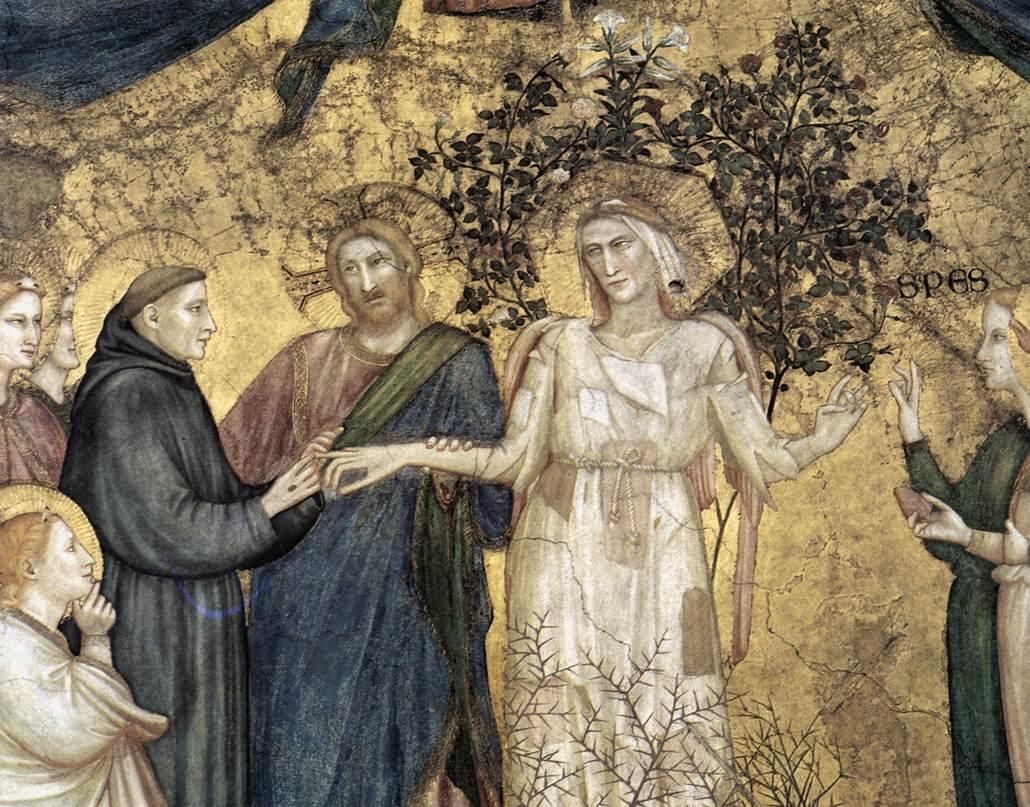
San Francesco sposa la Povertà, dettaglio
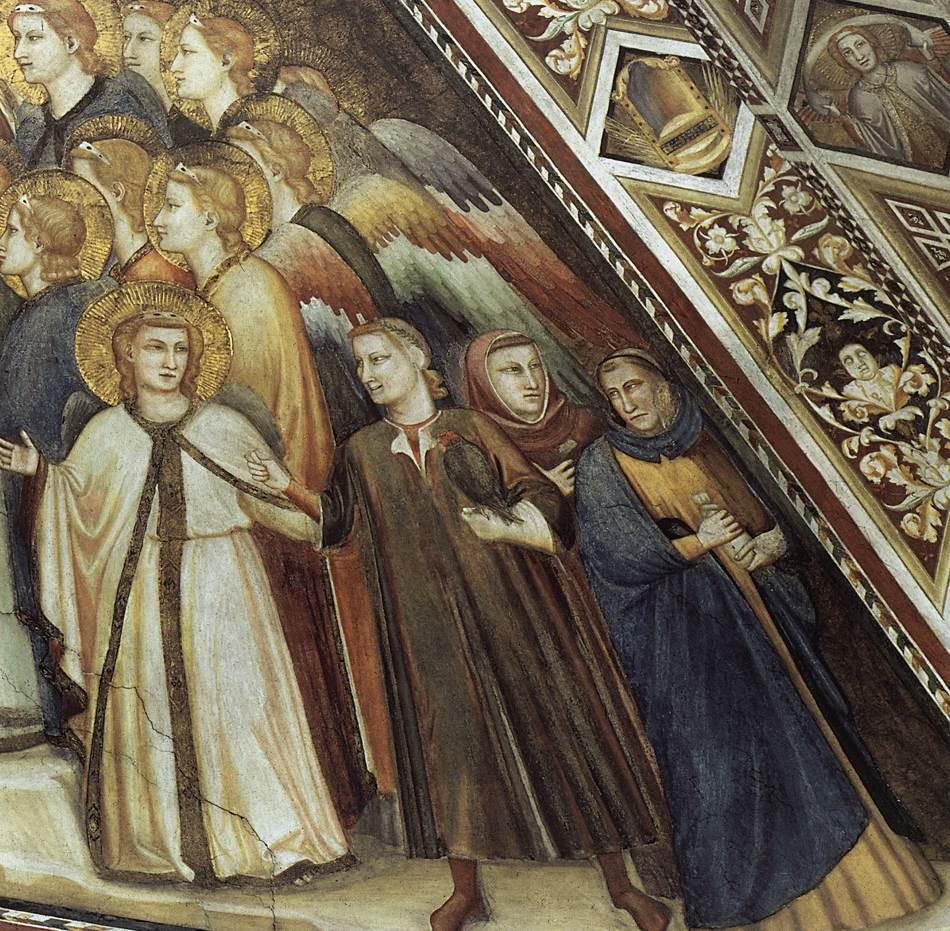
Superbia, Invidia e Avarizia, dettaglio della Povertà
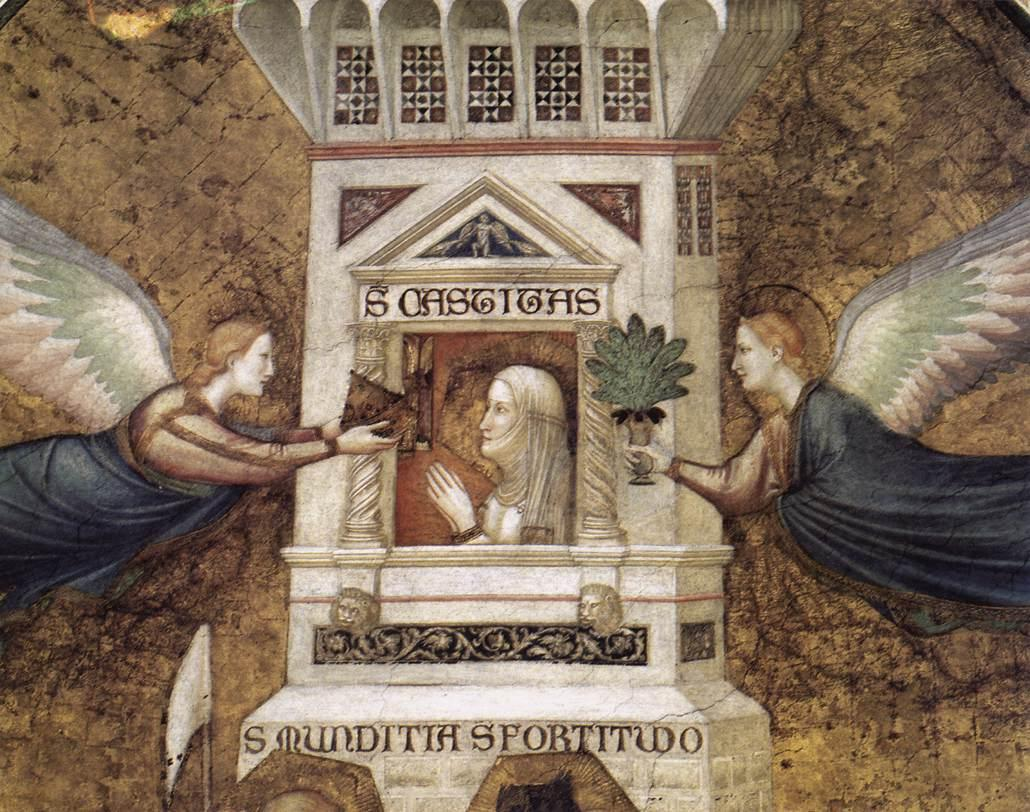
Dettaglio della Castità
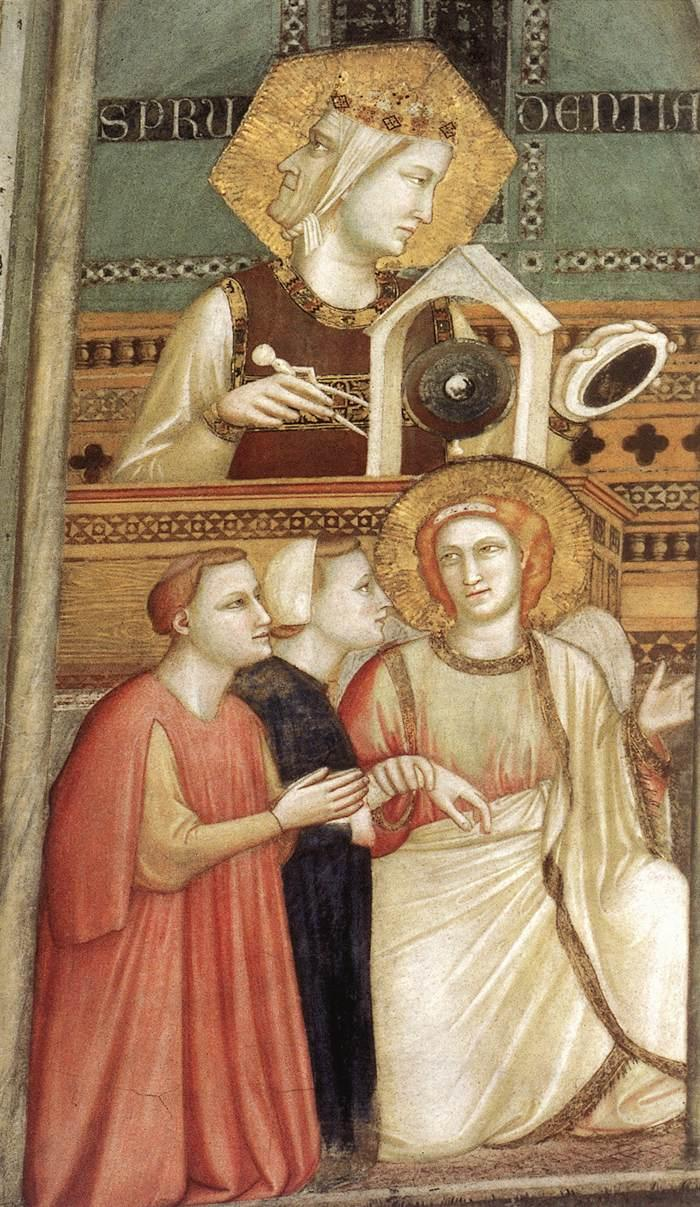
Dettaglio dell'Obbedienza